# Jogos Universitários Brasileiros
Os Jogos Universitários Brasileiros (JUBs) são eventos multiesportivos organizados para atletas universitários do Brasil pela Confederação Brasileira do Desporto Universitário (CBDU). Antes organizados em torno de um único evento anual, são hoje distribuídos em diversas etapas ao longo do ano, com seletivas estaduais (JUBs Estaduais) classificatórias para a chamada Fase Final. Os JUBs servem como classificatórios para os Jogos Universitários Sul-Americanos e para os Jogos Universitários Mundiais, também conhecidos como Universíade.

## História
A primeira Olimpíada Universitária Brasileira, realizada em São Paulo de 28 de abril a 5 de maio de 1935, foi a primeira competição esportiva universitária a nível nacional do Brasil. Os Jogos Universitários Brasileiros foram criados pelo Decreto-Lei n.º 3.617 de 15 de setembro de 1941, que regulou o desporto universitário no Brasil e instituiu retroativamente os três primeiros jogos:
Ficam instituidos os Jogos Universitários Brasileiros, com o carater de competições nacionais, a serem realizados bienalmente. Ficam considerados como Primeiros, Segundos e Terceiros Jogos Universitários Brasileiros, respectivamente, a Primeira Olimpíada Universitária Brasileira, realizada em São Paulo, em 1935, os Jogos Universitários de Minas Gerais, realizados em 1938, e a Segunda Olimpíada Universitária Brasileira, realizada em São Paulo, em 1940.— Art. 2º, inciso X
A partir de 1968 os jogos deixaram de ser bienais e passaram a ser anuais. No começo da década de 1990 houve dificuldades no repasse federal de dinheiro para a realização dos JUBs e os jogos deixaram de ser realizados por alguns anos. Em 1999 os JUBs deixaram de ser disputados por seleções estaduais, organizadas pelas federações de cada estado, passando então a ser disputados por atletas representando instituições de ensino superior.
Em 2005 o Comitê Olímpico Brasileiro passou a organizar o evento em parceria com a CBDU. Nesse ano foi realizado o 53º JUBs em Recife passando, então, a ser chamado de Olimpíadas Universitárias e regendo-se por ciclos olímpicos de quatro anos. A parceria durou até 2013, quando a CBDU voltou a administrar os JUBs por conta própria.

## Esportes

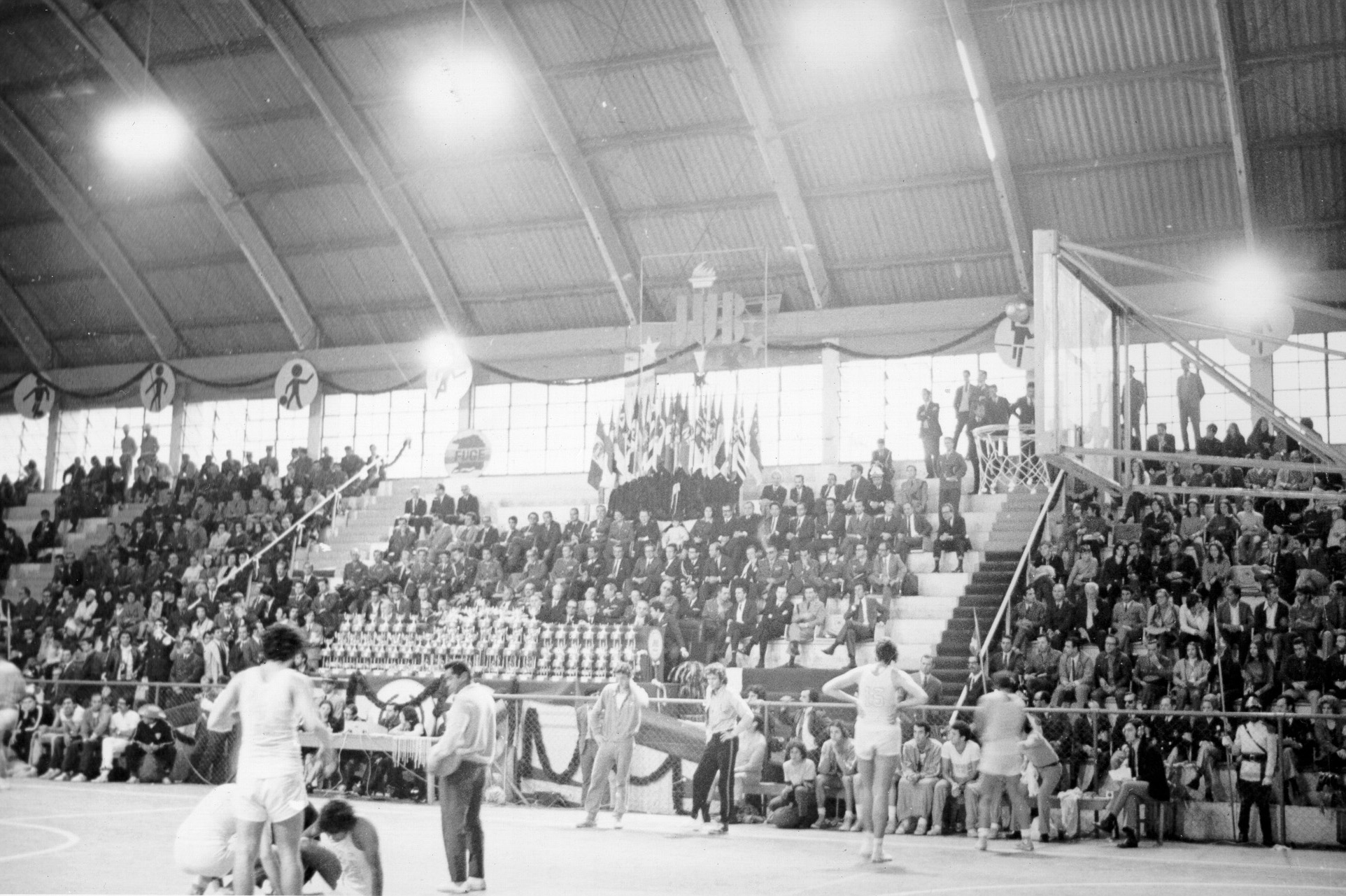
Partida de basquetebol durante os XXII JUB, em Porto Alegre, 1971.

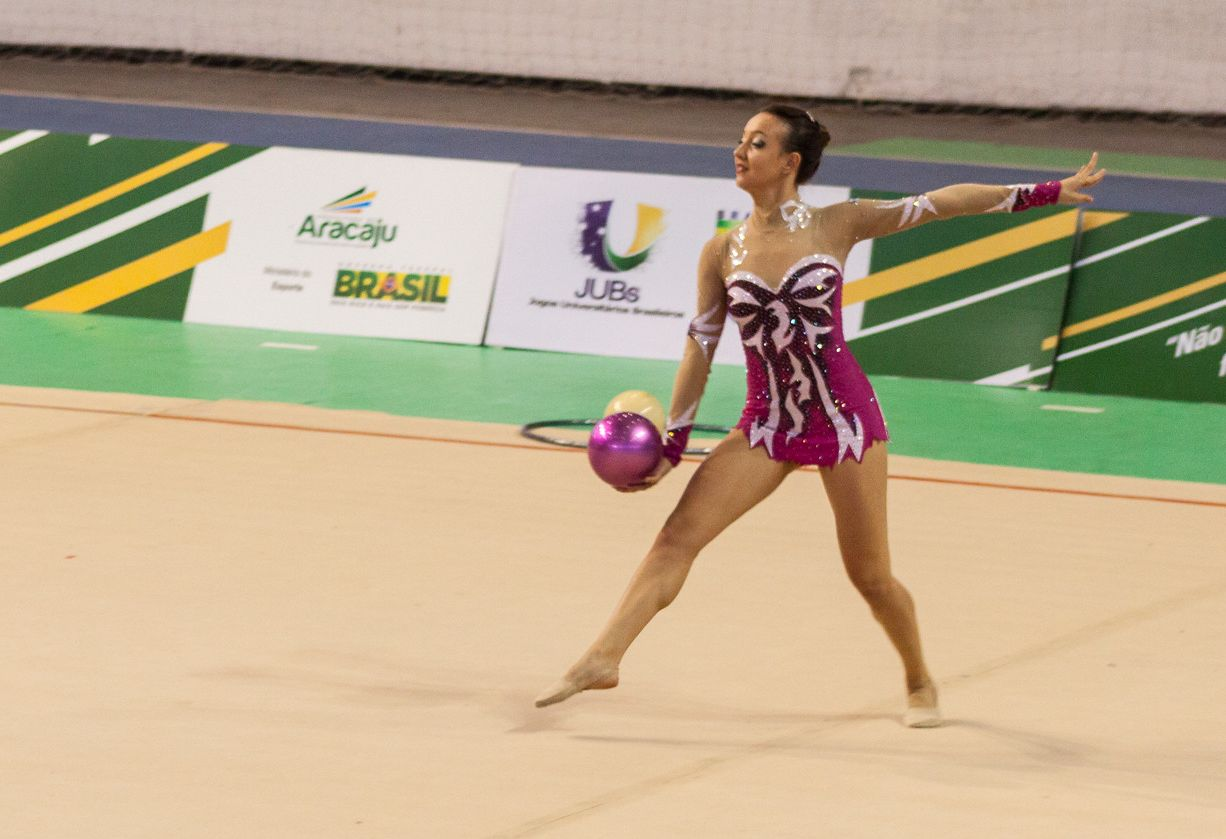
A ginástica rítmica já foi parte do programa. Na foto, competição de 2014, em Aracaju.

31 modalidades foram disputadas na Fase Final em 2024. Outras modalidades foram disputadas em torneios separados (JUBs Atléticas; JUBs Futebol, Futebol 7, Rugby 7 e X2; JUBs Praia), totalizando 49 modalidades. A quantidade de esportes em disputa varia a cada temporada.

### Convencionais
- Atletismo
- Badminton
- Basquete
- Basquete 3x3
- Breaking
- Cheerleading
- Futsal
- Jiu-jitsu
- Judô
- Karatê
- Luta greco-romana
- Natação
- Saltos ornamentais
- Skate
- Taekwondo
- Tênis
- Tênis de mesa
- Teqball
- Xadrez

### Paradesportivos
- Atletismo paralímpico
- Badminton paralímpico
- Natação paralímpica
- Tênis de mesa paralímpico
- Tênis em cadeira de rodas

### Esportes eletrônicos
- Clash Royale
- Counter-Strike
- Free Fire
- Futebol eletrônico
- League of Legends
- Valorant

## Lista dos JUBs
| Edição                                            | Ano                                       | Cidade-sede                               | Esportes                                  | Atletas                                   |                                           |
| Olimpíada Universitária Brasileira (1935)         | Olimpíada Universitária Brasileira (1935) | Olimpíada Universitária Brasileira (1935) | Olimpíada Universitária Brasileira (1935) | Olimpíada Universitária Brasileira (1935) | Olimpíada Universitária Brasileira (1935) |
| ------------------------------------------------- | ----------------------------------------- | ----------------------------------------- | ----------------------------------------- | ----------------------------------------- | ----------------------------------------- |
| 1                                                 | 1935                                      | São Paulo                                 | 9                                         | 500                                       |                                           |
| Jogos Universitários de Minas Gerais (1938)       |                                           |                                           |                                           |                                           |                                           |
| 2                                                 | 1938                                      | Belo Horizonte                            | 6                                         | 600                                       |                                           |
| Olimpíada Universitária Brasileira (1940)         |                                           |                                           |                                           |                                           |                                           |
| 3                                                 | 1940                                      | São Paulo                                 | 10                                        | 500                                       |                                           |
| Jogos Universitários Brasileiros (1942–1948)      |                                           |                                           |                                           |                                           |                                           |
| 4                                                 | 1942                                      | Rio de Janeiro                            | 9                                         | 1 mil                                     |                                           |
| 5                                                 | 1943                                      | São Paulo                                 |                                           |                                           |                                           |
| 6                                                 | 1944                                      | Rio de Janeiro                            | 10                                        |                                           |                                           |
| 7                                                 | 1945                                      | São Paulo                                 |                                           |                                           |                                           |
| 8                                                 | 1946                                      | Rio de Janeiro                            |                                           |                                           |                                           |
| 9                                                 | 1948                                      | Curitiba                                  | 7                                         |                                           |                                           |
| Jogos Universitários Brasileiros Extras (1949)    |                                           |                                           |                                           |                                           |                                           |
| –                                                 | 1949                                      | Salvador                                  |                                           | 500                                       |                                           |
| Jogos Universitários Brasileiros (1950–2004)      |                                           |                                           |                                           |                                           |                                           |
| 10                                                | 1950                                      | Recife                                    | 10                                        | 1 mil                                     |                                           |
| 11                                                | 1952                                      | Belo Horizonte                            | 8                                         |                                           |                                           |
| 12                                                | 1954                                      | São Paulo                                 |                                           |                                           |                                           |
| 13                                                | 1956                                      | Porto Alegre                              | 11                                        |                                           |                                           |
| 14                                                | 1958                                      | Belo Horizonte                            |                                           |                                           |                                           |
| 15                                                | 1960                                      | Niterói                                   | 12                                        |                                           |                                           |
| 16                                                | 1962                                      | Santa Maria                               | 6                                         | 1,5 mil                                   |                                           |
| 17                                                | 1964                                      | Recife                                    |                                           |                                           |                                           |
| 18                                                | 1966                                      | Curitiba                                  | 7                                         |                                           |                                           |
| 19                                                | 1968                                      | Salvador                                  | 9                                         |                                           |                                           |
| 20                                                | 1969                                      | Goiânia                                   |                                           |                                           |                                           |
| 21                                                | 1970                                      | Brasília                                  | 9                                         | 3 mil                                     |                                           |
| 22                                                | 1971                                      | Porto Alegre                              |                                           | 1 mil                                     |                                           |
| 23                                                | 1972                                      | Fortaleza                                 | 12                                        | 1,8 mil                                   |                                           |
| 24                                                | 1973                                      | Belém                                     | 9                                         |                                           |                                           |
| 25                                                | 1974                                      | Vitória                                   | 10                                        |                                           |                                           |
| 26                                                | 1975                                      | Maceió                                    | 11                                        | 3 mil                                     |                                           |
| 27                                                | 1976                                      | Belo Horizonte                            | 11                                        |                                           |                                           |
| 28                                                | 1977                                      | Natal                                     | 7                                         |                                           |                                           |
| 29                                                | 1978                                      | Curitiba                                  | 11                                        | 3 mil                                     |                                           |
| 30                                                | 1979                                      | João Pessoa                               | 11                                        | 3,5 mil                                   |                                           |
| 31                                                | 1980                                      | Florianópolis                             | 10                                        |                                           |                                           |
| 32                                                | 1981                                      | Săo Luís                                  |                                           |                                           |                                           |
| 33                                                | 1982                                      | Recife                                    | 10                                        |                                           |                                           |
| 34                                                | 1983                                      | Belo Horizonte                            | 7                                         | 2,5 mil                                   |                                           |
| 35                                                | 1984                                      | Natal                                     | 7                                         | 2,5 mil                                   |                                           |
| 36                                                | 1985                                      | Goiânia                                   | 7                                         | 2,5 mil                                   |                                           |
| 37                                                | 1986                                      | Maceió                                    | 7                                         | 2,5 mil                                   |                                           |
| 38                                                | 1987                                      | Belém                                     |                                           | 3 mil                                     |                                           |
| 39                                                | 1988                                      | João Pessoa                               | 10                                        | 4,5 mil                                   |                                           |
| 40                                                | 1989                                      | Săo Luís                                  | 8                                         | 2,5 mil                                   |                                           |
| 41                                                | 1990                                      | Florianópolis Rio de Janeiro São Paulo    | 7                                         |                                           |                                           |
| 42                                                | 1992                                      | São Paulo                                 |                                           |                                           |                                           |
| 43                                                | 1994                                      | Brasília                                  | 8                                         | 1,8 mil                                   |                                           |
| 44                                                | 1995                                      | Fortaleza                                 | 10                                        | 3 mil                                     |                                           |
| 45                                                | 1996                                      | Belo Horizonte                            |                                           |                                           |                                           |
| 46                                                | 1997                                      | Florianópolis                             |                                           |                                           |                                           |
| 47                                                | 1998                                      | Vitória                                   | 5                                         | 600                                       |                                           |
| 48                                                | 1999                                      | Natal                                     | 8                                         | 3 mil                                     |                                           |
| 49                                                | 2000                                      | Vitória                                   | 12                                        |                                           |                                           |
| 50                                                | 2002                                      | Maceió                                    | 10                                        | 3 mil                                     |                                           |
| 51                                                | 2003                                      | Curitiba                                  | 13                                        | 3 mil                                     |                                           |
| 52                                                | 2004                                      | São Paulo                                 | 12                                        | 4,2 mil                                   |                                           |
| Olimpíadas Universitárias JUBs (2005–2012)        |                                           |                                           |                                           |                                           |                                           |
| 53                                                | 2005                                      | Recife                                    | 8                                         | 2,8 mil                                   |                                           |
| 54                                                | 2006                                      | Brasília                                  | 8                                         | 2,7 mil                                   |                                           |
| 55                                                | 2007                                      | Blumenau Itajaí Palhoça                   | 8                                         | 3,5 mil                                   |                                           |
| 56                                                | 2008                                      | Maceió                                    | 8                                         |                                           |                                           |
| 57                                                | 2009                                      | Fortaleza                                 |                                           |                                           |                                           |
| 58                                                | 2010                                      | Blumenau                                  | 8                                         | 3 mil                                     |                                           |
| 59                                                | 2011                                      | Campinas                                  | 8                                         | 3 mil                                     |                                           |
| 60                                                | 2012                                      | Foz do Iguaçu                             | 8                                         | 3 mil                                     |                                           |
| Jogos Universitários Brasileiros (2013 em diante) |                                           |                                           |                                           |                                           |                                           |
| 61                                                | 2013                                      | Goiânia                                   | 10                                        | 3 mil                                     |                                           |
| 62                                                | 2014                                      | Aracaju                                   | 11                                        | 3 mil                                     |                                           |
| 63                                                | 2015                                      | Uberlândia                                | 13                                        | 4,5 mil                                   |                                           |
| 64                                                | 2016                                      | Cuiabá                                    | 17                                        |                                           |                                           |
| 65                                                | 2017                                      | Goiânia                                   | 20                                        |                                           |                                           |
| 66                                                | 2018                                      | Maringá                                   | 15                                        | 2,1 mil                                   |                                           |
| 67                                                | 2019                                      | Salvador                                  | 13                                        | 2,5 mil                                   |                                           |
| 68                                                | 2021                                      | Brasília                                  | 26                                        | 3,5 mil                                   |                                           |
| 69                                                | 2022                                      | Brasília                                  | 28                                        |                                           |                                           |
| 70                                                | 2023                                      | Joinville                                 | 21                                        | 5 mil                                     |                                           |
| 71                                                | 2024                                      | Brasília                                  | 31                                        | 7 mil                                     |                                           |
| 72                                                | 2025                                      | Natal                                     |                                           |                                           |                                           |

### Classificação geral (1935–1954)
Até 1954, os Jogos Universitários Brasileiros contavam com contagem de pontos, sendo com isso decretado campeão geral. Atitudes antidesportivas dos atletas levaram ao fim dessa prática de forma oficial (de forma semelhante aos Jogos Olímpicos).
| Edição                                         | Ano                                       | Campeão                                   | Vice                                      | Terceiro colocado                         | Quarto colocado                           |
| Olimpíada Universitária Brasileira (1935)      | Olimpíada Universitária Brasileira (1935) | Olimpíada Universitária Brasileira (1935) | Olimpíada Universitária Brasileira (1935) | Olimpíada Universitária Brasileira (1935) | Olimpíada Universitária Brasileira (1935) |
| ---------------------------------------------- | ----------------------------------------- | ----------------------------------------- | ----------------------------------------- | ----------------------------------------- | ----------------------------------------- |
| 1                                              | 1935                                      | São Paulo (1)                             | Minas Gerais                              | Rio de Janeiro                            | Distrito Federal                          |
| Jogos Universitários de Minas Gerais (1938)    |                                           |                                           |                                           |                                           |                                           |
| 2                                              | 1938                                      | Direito de Belo Horizonte                 | Instituto Granbery                        | Direito USP                               | E.S. de Educação Física                   |
| Olimpíada Universitária Brasileira (1940)      |                                           |                                           |                                           |                                           |                                           |
| 3                                              | 1940                                      | São Paulo (2)                             | Minas Gerais                              | Rio Grande do Sul                         | Distrito Federal                          |
| Jogos Universitários Brasileiros (1942–1948)   |                                           |                                           |                                           |                                           |                                           |
| 4                                              | 1942                                      | Distrito Federal (1)                      | São Paulo                                 | Minas Gerais                              | Bahia                                     |
| 5                                              | 1943                                      | São Paulo (3)                             | Distrito Federal                          | Rio Grande do Sul                         | Minas Gerais                              |
| 6                                              | 1944                                      | Distrito Federal (2)                      | Rio Grande do Sul                         | Minas Gerais                              | Bahia                                     |
| 7                                              | 1945                                      | Distrito Federal (3)                      | Minas Gerais                              | Rio Grande do Sul                         | Paraná                                    |
| 8                                              | 1946                                      | Distrito Federal (4)                      | ?                                         | ?                                         | ?                                         |
| 9                                              | 1948                                      | São Paulo (4)                             | Distrito Federal                          | Paraná                                    | Minas Gerais                              |
| Jogos Universitários Brasileiros Extras (1949) |                                           |                                           |                                           |                                           |                                           |
| –                                              | 1949                                      | São Paulo (5)                             | Minas Gerais                              | Distrito Federal                          | Rio de Janeiro                            |
| Jogos Universitários Brasileiros (1950–1954)   |                                           |                                           |                                           |                                           |                                           |
| 10                                             | 1950                                      | Distrito Federal (5)                      | São Paulo                                 | Pernambuco                                | Minas Gerais                              |
| 11                                             | 1952                                      | São Paulo (6)                             | Distrito Federal e Minas Gerais           | –                                         | Paraná                                    |
| 12                                             | 1954                                      | São Paulo (7)                             | Distrito Federal                          | Minas Gerais                              | Bahia                                     |